# Anemia heterodoxa
Anemia heterodoxa är en ormbunkeart som beskrevs av Christ. Anemia heterodoxa ingår i släktet Anemia och familjen Anemiaceae. Inga underarter finns listade.